# Bourguenolles
Bourguenolles ist eine französische Gemeinde mit 343 Einwohnern (Stand 1. Januar 2022) im Département Manche in der Region Normandie. Sie gehört zum Kanton Villedieu-les-Poêles-Rouffigny und zum Arrondissement Saint-Lô. 
Sie grenzt im Norden an La Lande-d’Airou, im Nordosten an Villedieu-les-Poêles-Rouffigny mit Rouffigny, im Osten an La Trinité, im Süden an Le Parc mit Sainte-Pience und im Westen an Le Tanu.

## Bevölkerungsentwicklung

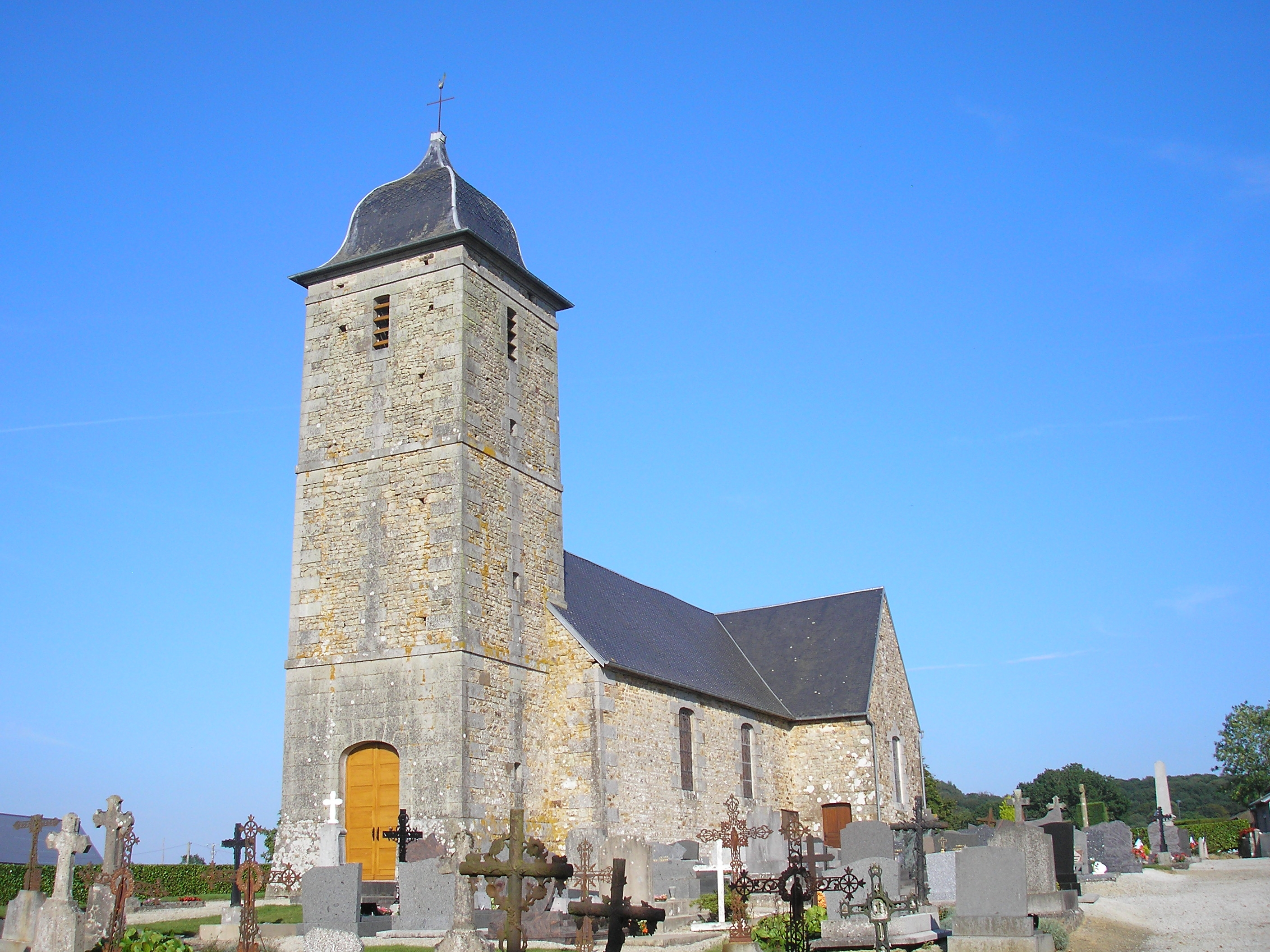
Kirche Saint-Barthélemy

| Jahr      | 1962 | 1968 | 1975 | 1982 | 1990 | 1999 | 2008 | 2018 |
| --------- | ---- | ---- | ---- | ---- | ---- | ---- | ---- | ---- |
| Einwohner | 322  | 256  | 225  | 206  | 250  | 244  | 300  | 344  |